# Syntomostola semiflava
Syntomostola semiflava är en fjärilsart som beskrevs av Paul Dognin 1923. Syntomostola semiflava ingår i släktet Syntomostola och familjen björnspinnare. Inga underarter finns listade i Catalogue of Life.